# 李守貴
李守贵（？—1056年），西夏官员。党项族。是夏景宗大臣野利遇乞属下的出纳官。
李守贵为夏景宗宠妃没藏氏（夏毅宗母）幸臣。夏景宗死後，没藏太后与兄没藏讹庞专国政。福圣承道四年（1056年）九月，没藏讹庞侵耕宋朝屈野河地，宋朝牒告西夏，他奉没藏氏之命遣至屈野河勘察边界，回报说明实情，没藏氏责没藏讹庞，令其还所侵田，遂与没藏讹庞结怨。因为没藏太后先与自己私通，后又私通夏景宗的侍从补细乞多巳，他心怀怨恨。十月，乘没藏太后于贺兰山出猎夜归之时，领数十骑劫杀没藏氏与补细乞多巳。后被没藏讹庞杀死。